# Burundanga. El final de una banda
Burundanga. El final de una banda es una obra de teatro del dramaturgo Jordi Galceran, estrenada en 2011.

## Argumento
Berta es una joven que descubre estar embarazada de su novio Manel. Temerosa de que su pareja no la ame lo suficiente como para compartir la aventura de traer un hijo al mundo, confiesa sus miedos a su compañera de piso, Silvia. Ésta, farmacéutica, le recomienda que, para salir de dudas, suministre al muchacho una dosis de burundanga, la droga de la verdad. Pero después de hacerlo, sale a relucir una verdad aún más delicada: Manel pertenece a un comando de la banda terrorista ETA; lo que provoca una serie de situaciones inesperadas cuando llega al piso Gorka, el camarada de Manel.

## Representaciones destacadas
- Teatro Maravillas, Madrid, 2011. Estreno. Actualmente en el Teatro Maravillas.
  - Dirección: Gabriel Olivares.
  - Intérpretes: Marta Poveda - sustituida sucesivamente por Rebeca Walls, Mar del Hoyo, Miriam Cabeza, Elena de Frutos y Ruth Núñez - (Berta), Mar Abascal - sustituida luego por Tusti de las Heras - (Silvia), Eloy Arenas (Don Jaime), César Camino - sustituido luego por Leo Rivera, Bart Santana, Jorge Monje y Raúl Peña - (Manel) y Antonio Hortelano - sustituido luego por Fran Nortes y Paco Mora - (Gorka).

- Sala Villarroel, Barcelona, 2012.[2]
  - Dirección: Jordi Casanovas.
  - Intérpretes: Roser Blanch, Clara Cols, Pablo Lammers, Sergio Matamala y Carles Canut.